# Janek Sternberg
Janek Sternberg (* 19. Oktober 1992 in Bad Segeberg) ist ein deutscher Fußballspieler. Der Linksverteidiger steht derzeit beim SV Todesfelde unter Vertrag.

## Karriere

### Verein

#### Anfänge und erster Profivertrag

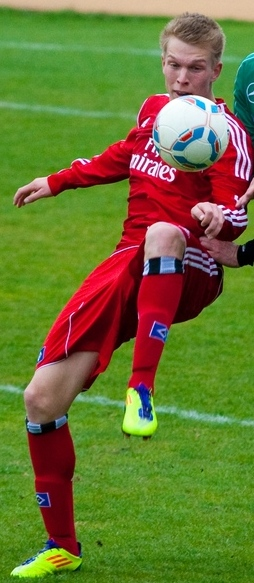
Sternberg im Trikot des HSV (2012)

Sternberg begann seine in den Jugendmannschaften des Leezener SC und des SV Eichede mit dem Fußballspielen, bevor er zur Saison 2007/08 in das Nachwuchsleistungszentrum des Hamburger SV wechselte. In seinem ersten Jahr absolvierte Sternberg u. a. 7 Spiele mit den B1-Junioren (U17) in der B-Junioren-Bundesliga Nord/Nordost. In der Saison 2008/09 gehörte der Linksverteidiger zum Stammpersonal der U17, ehe er zur Saison 2009/10 zu den A-Junioren (U19) aufrückte. Mit der U19 war Sternberg in der A-Junioren-Bundesliga Nord/Nordost aktiv und wurde in der Saison 2010/11, seinem letzten Juniorenjahr, zum Mannschaftskapitän. Ab dem Frühjahr 2011 absolvierte er unter Rodolfo Cardoso zudem 14 Spiele (12-mal von Beginn) in der zweiten Mannschaft in der viertklassigen Regionalliga Nord.
Zur Saison 2011/12 erhielt der 18-Jährige seinen ersten Profivertrag mit einer Laufzeit bis zum 30. Juni 2013 und rückte unter dem Cheftrainer Michael Oenning in den Profikader auf. In der Profimannschaft kam er aber weder unter Oenning noch unter den Interimstrainern Cardoso und Frank Arnesen sowie unter Thorsten Fink zu einem Einsatz. Der Linksverteidiger stand bei je einem Bundesliga- und DFB-Pokal-Spiel im Spieltagskader und sammelte Spielpraxis in der zweiten Mannschaft, für die er 24-mal in der Regionalliga auflief.
In der Saison 2012/13 kam Sternberg unter Fink erneut zu keinem Einsatz. Neben 2 Nominierungen für den Spieltagskader spielte er erneut ausschließlich in der zweiten Mannschaft, für die er 28-mal zum Einsatz kam und 3 Tore erzielte. Eine angebotene Verlängerung seines auslaufenden Vertrags lehnte er deshalb ab.

#### Werder Bremen

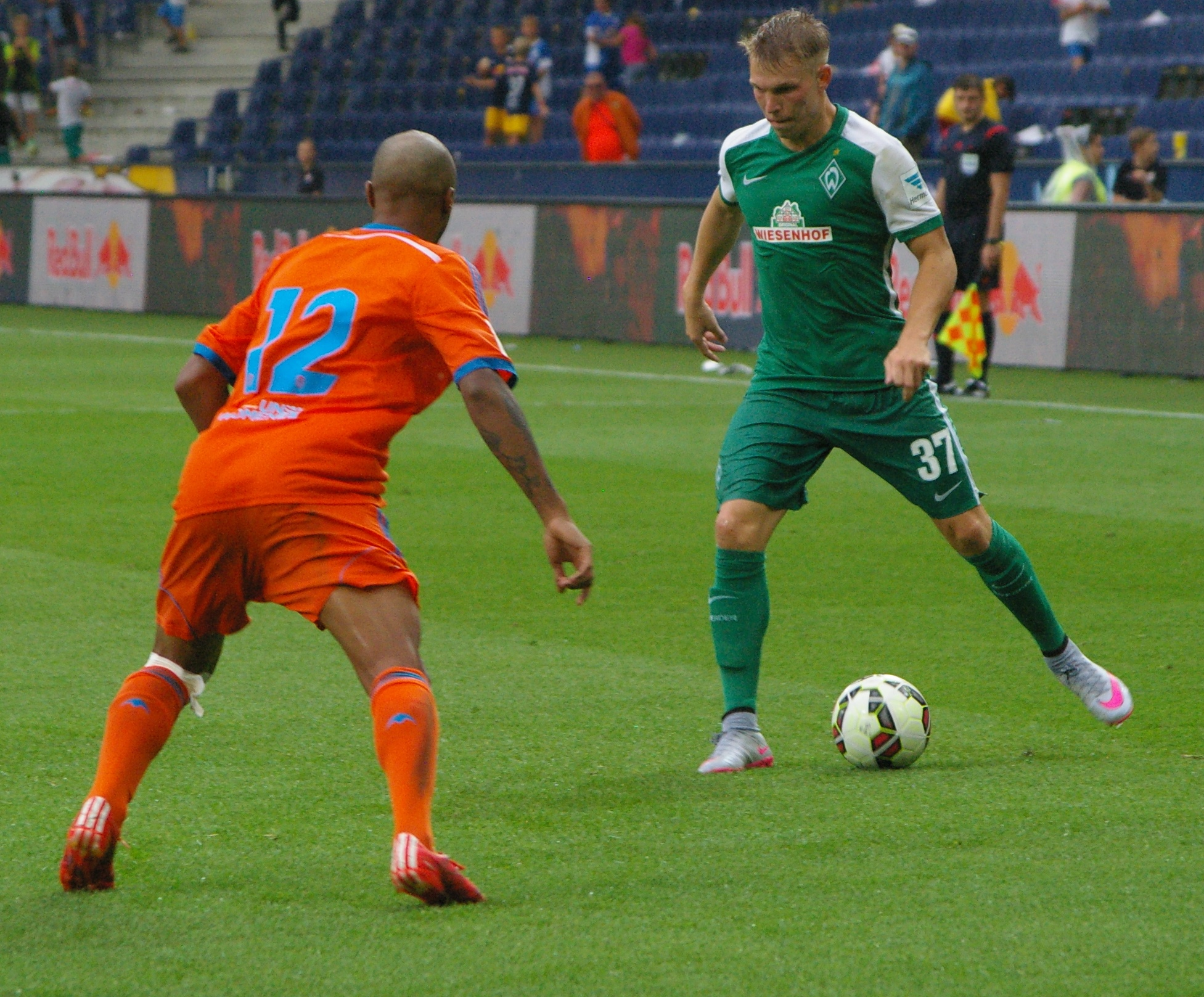
Sternberg bei einem Testspiel gegen den FC Valencia (2015)

Zur Saison 2013/14 überzeugte Viktor Skripnik den 20-Jährigen, zu Werder Bremen zu wechseln. Dort gehörte er unter dem Ukrainer zunächst ausschließlich dem Kader der zweiten Mannschaft an. In der zweiten Mannschaft wurde er mit 27 Einsätzen in der Regionalliga Nord, in denen ihm ein Tor gelang, zu einer festen Größe. Auch in der Hinrunde der Saison 2014/15 war Sternberg Stammspieler und verpasste lediglich ein Spiel.
Am 29. November 2014 feierte Sternberg unter Skripnik, der zum Cheftrainer der Profis befördert worden war, sein Bundesligadebüt, als er beim 4:0-Sieg gegen den SC Paderborn 07 den gelbgesperrten Santiago García als Linksverteidiger ersetzte. Nach 4 weiteren Einsätzen – davon 3 in der Startelf – erhielt Sternberg Anfang Februar 2015 einen Profivertrag mit einer Laufzeit bis zum 30. Juni 2017. In der Rückrunde der Saison 2014/15 kam Sternberg zu regelmäßigen Einsätzen in der Bundesliga, sodass für ihn – neben 17 Einsätzen (3 Tore) in der zweiten Mannschaft, mit der er in die 3. Liga aufstieg – insgesamt 14 Bundesligaeinsätze zu Buche standen. In der Saison 2015/16 kam er zu 9 Bundesliga- und 4 Drittligaeinsätzen. In der Hinrunde der Saison 2016/17, in der Skripnik durch Alexander Nouri ersetzt wurde, kam Sternberg lediglich zu 2 Bundesligaeinsätzen. Anfang Januar 2017 wurde er zurück in die zweite Mannschaft versetzt.

#### Über Ungarn in die 3. Liga
Mitte Januar 2017 wechselte der 24-jährige Sternberg zum ungarischen Rekordmeister Ferencváros Budapest. Dort wurde er in seinem ersten halben Jahr ungarischer Pokalsieger. Bei Ferencváros Budapest konnte sich Sternberg unter dem deutschen Trainer Thomas Doll jedoch nicht durchsetzen. Auf 11 Einsätze (ein Tor) im restlichen Verlauf der Saison 2016/17 folgten 5 Einsätze in der Saison 2017/18.
Zur Saison 2018/19 wechselte Sternberg in die 3. Liga zum 1. FC Kaiserslautern. Er unterschrieb beim Zweitliga-Absteiger einen Vertrag mit einer Laufzeit bis zum 30. Juni 2021. Bei seinem Debüt am ersten Spieltag gegen den TSV 1860 München erzielte Sternberg in der 86. Spielminute den 1:0-Siegtreffer. Über die gesamte Spielzeit kam Sternberg unter Michael Frontzeck und dessen Nachfolger Sascha Hildmann in 33 Drittligaspielen zum Einsatz (ein Tor). Zum Beginn der Saison 2019/20 fiel er mit einem Muskelfaserriss aus. Nach seiner Verletzung stand Sternberg vom 9. bis zum 13. Spieltag unter dem neuen Cheftrainer Boris Schommers in der Startelf. Nach dem 14. Spieltag, an dem er erstmals nur eingewechselt worden war, wurde Sternberg gemeinsam mit Christoph Hemlein und Antonio Jonjić bis auf Weiteres aus dem Lizenzspielerkader gestrichen. Kaiserslautern befand sich zu diesem Zeitpunkt auf einem Abstiegsplatz und bereits seit dem 4. Spieltag im unteren Tabellendrittel.
Ende Januar 2020 wechselte Sternberg innerhalb der 3. Liga zum Halleschen FC, bei dem er einen Vertrag mit einer Laufzeit bis zum 30. Juni 2021 unterschrieb. Bis zum Saisonende kam er auf die abstiegsbedrohten Hallenser 5-mal in der Liga zum Einsatz. In der Saison 2020/21 stand Sternberg in 32 Ligaspielen auf dem Platz (23-mal Startelf). Anschließend verlängerte er seinen Vertrag für die Saison 2021/22. In dieser kam der Linksverteidiger auf 27 Drittligaeinsätze (18-mal Startelf). Anschließend verließ er den Verein mit seinem Vertragsende.

#### VfB Lübeck
Nach seinem Abgang aus Halle war Sternberg zunächst bis zur Winterpause vereinslos. Während der Wintervorbereitung nahm er am Training des Drittligisten FSV Zwickau teil. Mitte Januar 2023 kehrte er in seine schleswig-holsteinische Heimat zurück und schloss sich in der Regionalliga Nord dem VfB Lübeck an. Der 30-Jährige unterschrieb einen Vertrag bis zum Ende der Saison 2022/23 mit der Option auf ein weiteres Jahr. Sternberg kam unter Lukas Pfeiffer 15-mal (9-mal von Beginn) in der Liga zum Einsatz und stieg mit der Mannschaft als Meister in die 3. Liga auf. Dadurch verlängerte sich sein Vertrag für die Saison 2023/24. In dieser kam Sternberg auf 28 Drittligaeinsätze und ein Tor. Der VfB stieg am Saisonende wieder in die Regionalliga Nord ab, woraufhin er den Verein mit seinem Vertragsende verließ.

#### SV Todesfelde
Mitte September 2024 kehrte Sternberg in den Kreis Segeberg zurück und schloss sich dem SV Todesfelde an, der zur Saison 2024/25 in die Regionalliga Nord aufgestiegen war. Er folgte damit Mirko Boland, der im Sommer von Lübeck nach Todesfelde gewechselt war. Er kam auf 23 Regionalligaeinsätze (ein Tor), konnte den Abstieg in die Oberliga Schleswig-Holstein allerdings nicht verhindern.

### Nationalmannschaft
Zwischen Juli und August 2009 absolvierte Sternberg vier Länderspiele für die deutsche U18-Nationalmannschaft.

## Erfolge
- Ungarischer Pokalsieger: 2017
- Meister der Regionalliga Nord und Aufstieg in die 3. Liga: 2015, 2023
- SHFV-Pokal-Sieger: 2023
- Südwestpokal-Sieger: 2019, 2020